# José Ángel Sesma Muñoz
José Ángel Sesma Muñoz (Saragossa, 7 de juliol de 1946) és un historiador aragonès i Catedràtic del Departament d'Història Medieval de la Universitat de Saragossa; és director del Grup d'investigació d'Història Medieval d'aquesta universitat i membre de la Reial Acadèmia de la Història.

## Línies d'estudi
Es doctorà en Història en la Universitat de Saragossa amb la tesi La Diputación del reino de Aragón en la época de Fernando II (1479-1516) (Saragossa, 1977), el 1987 va ser Catedràtic d'Història Medieval de la Universitat de Barcelona al seu campus de Lleida para el 1990 traslladar-se a la de Saragossa. Jubilat en 2010, des de llavors és Catedràtic Emèrit de la universitat saragossana. Les seves línies d'estudi se centren en el regne d'Aragó i la Corona d'Aragó, amb especial atenció al període comprès entre el segle xii i el segle xiv.
És director del Grup de Recerca d'Excel·lència CEMA d'aquesta universitat, els treballs de la qual se centren en la història medieval d'Aragó. Des de 2006 aquest grup aborda l'edició completa de les Actas de las Cortes del reino de Aragón de l'Edat Media.

## Obra
Alguns dels seus llibres són els següents:
- Cortes del reino de Aragón, 1357-1451. Ed. Anubar. Valencia, 1976. 216 pp. En colaboración.
- Antología de textos y documentos de Edad Media. Ed. Anubar. Valencia 1976. En colaboración.
- La Diputación del reino de Aragón en la época de Fernando II. Inst. Fernando Católico. Zaragoza 1977. 543 pp.
- Olite en el siglo XIII. Población, economía y sociedad de una villa navarra en plena Edad Media. Inst. Príncipe de Viana. Pamplona 1980. 453 pp. En colaboración.
- Léxico del comercio medieval en Aragón (siglo XV). Inst. Fernando el Católico. Zaragoza 1982. 463 pp. En colaboración
- Transformación social y revolución comercial en Aragón durante la baja Edad Media. Fund. J. March. Madrid 1982.
- El Valle de Bielsa. Estudio geográfico e histórico. Inst. de Estudios Altoaragoneses. Huesca 1986. 224 pp. Obra colectiva.
- El establecimiento de la Inquisición en Aragón (1484-1486). Documentos para su estudio. Inst. Fernando el Católico. Zaragoza 1987 255 pp.
- La Diputación de Aragón. El gobierno aragonés del Reino a la Comunidad Autónoma. Ed. Oroel. Zaragoza 1991. 317 pp. En colaboración.
- Fernando de Aragón Hispaniarum Rex. Gobierno de Aragón. Zaragoza 1992. 291 pp.
- Un año en la historia de Aragón, 1492. CAI. Zaragoza 1992. 571 pp. En colaboración.
- Crónica de un atentado real. Barcelona, 7-XII-1492. Ibercaja. Zaragoza 1993. 159 pp.
- Benedicto XIII, el Papa Luna. Catálogo de la Muestra de Documentación Aragonesa, Zaragoza, 1994. Comisario de la exposición y director del catálogo.
- Cronica Actitatorum Temporibus Benedicti Pape XIII de Martín de Alpartil, edición y traducción. Gob. de Aragón. Zaragoza, 1994. En colab.
- Historia de la ciudad de Logroño. 5 vols. Ayuntamiento de Logroño. Zaragoza 1995. Coordinador general de la edición y coord. científico del tomo II (Edad Media).
- La presa de Almonacid de la Cuba. Del mundo romano a la Ilustración en la cuenca del río Aguasvivas. Madrid 1996. Obra colectiva.
- Historia de la Edad Media. Una síntesis interpretativa. Alianza Editorial, Madrid 1998. En colabor.
- Antología de textos sobre la economía aragonesa medieval. Mira Editores, Zaragoza 2000. En colaboración.
- La Corona de Aragón. Una introducción crítica. Colección Mariano de Pano. Caja de Ahorros de la Inmaculada de Aragón, Zaragoza 2000.
- Agua y paisaje social en el Aragón Medieval. Los regadíos del río Aguasvivas en la Edad Media. Minist. de Medio Ambiente y Conf. Hidrográfica del Ebro, Zaragoza 2001. En colaboración.
- Formulario notarial del Archivo de Barbastro (siglo XV). Vol. III, “Formularios notariales aragoneses”, Zaragoza 2001.